# Обыкновенный стервятник
Обыкнове́нный стервя́тник, или стервя́тник, (лат. Neophron percnopterus), — представитель подсемейства бородачей (Gypaetinae) семейства ястребиных (Accipitridae). Единственный представитель рода Стервятники (лат. Neophron).
Оперение стервятника окрашено в белый цвет с чёрными длинными перьями по краям крыльев, что особенно заметно в полёте. В области горла перья имеют желтоватый оттенок. Голова у стервятника лысая, покрыта ярко-жёлтой, иногда даже оранжевой кожей со складками. Такого же цвета и основание клюва, конец которого, однако, чёрный. Ноги такие же ярко-жёлтые, как и клюв. Радужная оболочка глаз красновато-коричневая, а хвост имеет клинообразную форму. На лицевой части заметна тёмная, иногда чёрная полоска. У молодых особей оперение поначалу жёлто-коричневое и слегка пятнистое. По мере взросления оно становится всё белее. Не покрытое перьями лицо у молодняка серое, радужная оболочка чёрная. Взрослые экземпляры достигают размера 47—65 см и массы от 1,5 до 2,2 кг. Размах крыльев составляет 165 см.

## Поведение

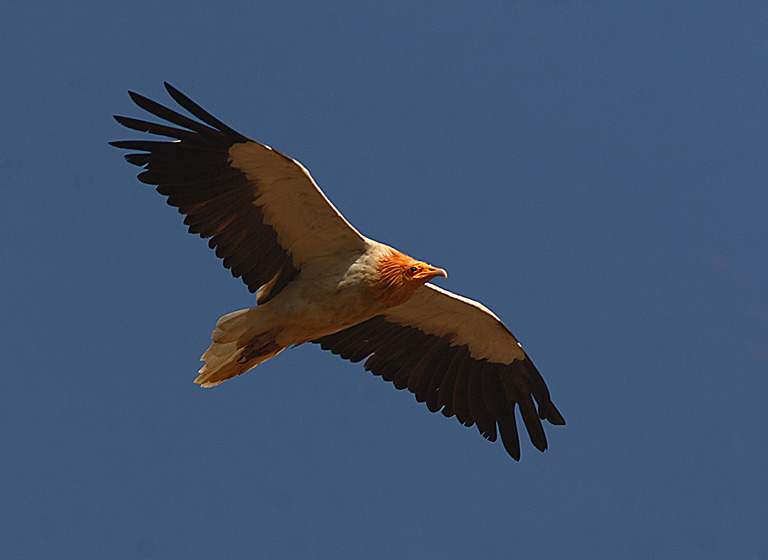
Стервятник в полёте

Стервятники — социальные животные, они живут в небольших группах. В саваннах часто встречаются лишь парами. У падали в большинстве случаев оказываются последними, кому достаются какие-либо куски.

Гнездятся стервятники на скалах на разной высоте, для гнездования им служат сравнительно небольшие отверстия, пещеры и т. п. Также они часто гнездятся под скальными навесами, защищающими от осадков. Гнёзда по отношению к размерам самих птиц довольно велики, выглядят они хаотичными, тем более что стервятники между веток, служащих им стройматериалом, охотно вплетают мусор, оставленный человеком. Нередко можно увидеть в гнезде кости, бумагу, волокна верёвок. Дно гнезда стервятники выстилают мягкими материалами и шерстью животных. Остатки пищи, добываемой обоими родителями (в основном падаль) валяются в гнезде, пока не сгниют полностью. Отложенные два яйца с несколькими коричневыми пятнами насиживают оба родителя, через 42 дня вылупляются птенцы. Спустя 80 дней после появления на свет молодые стервятники начинают летать.

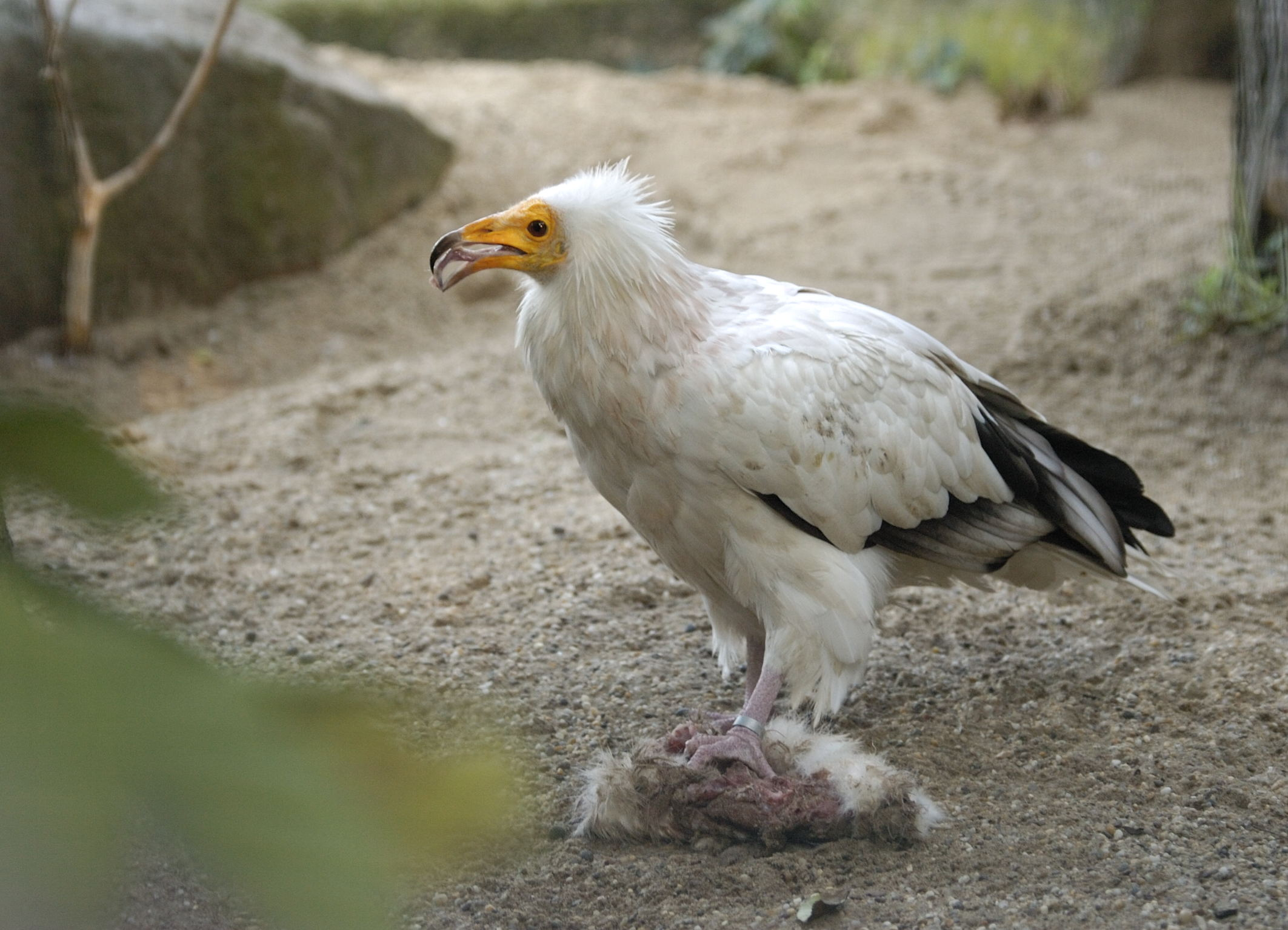
Стервятник рядом с трупом

Основой пищи является падаль всех видов, в том числе мёртвые пресмыкающиеся, рыбы, насекомые и другие беспозвоночные.
Иногда стервятники подкрепляются и фруктами. Кое-где они обыскивают свалки, чтобы найти что-то съедобное, иногда уносят с собой остатки человеческой еды и даже человеческие фекалии. Стервятников не пугает присутствие человека поблизости, в некоторых африканских деревнях часто сидят на крышах хижин или на деревьях, растущих посреди селений.

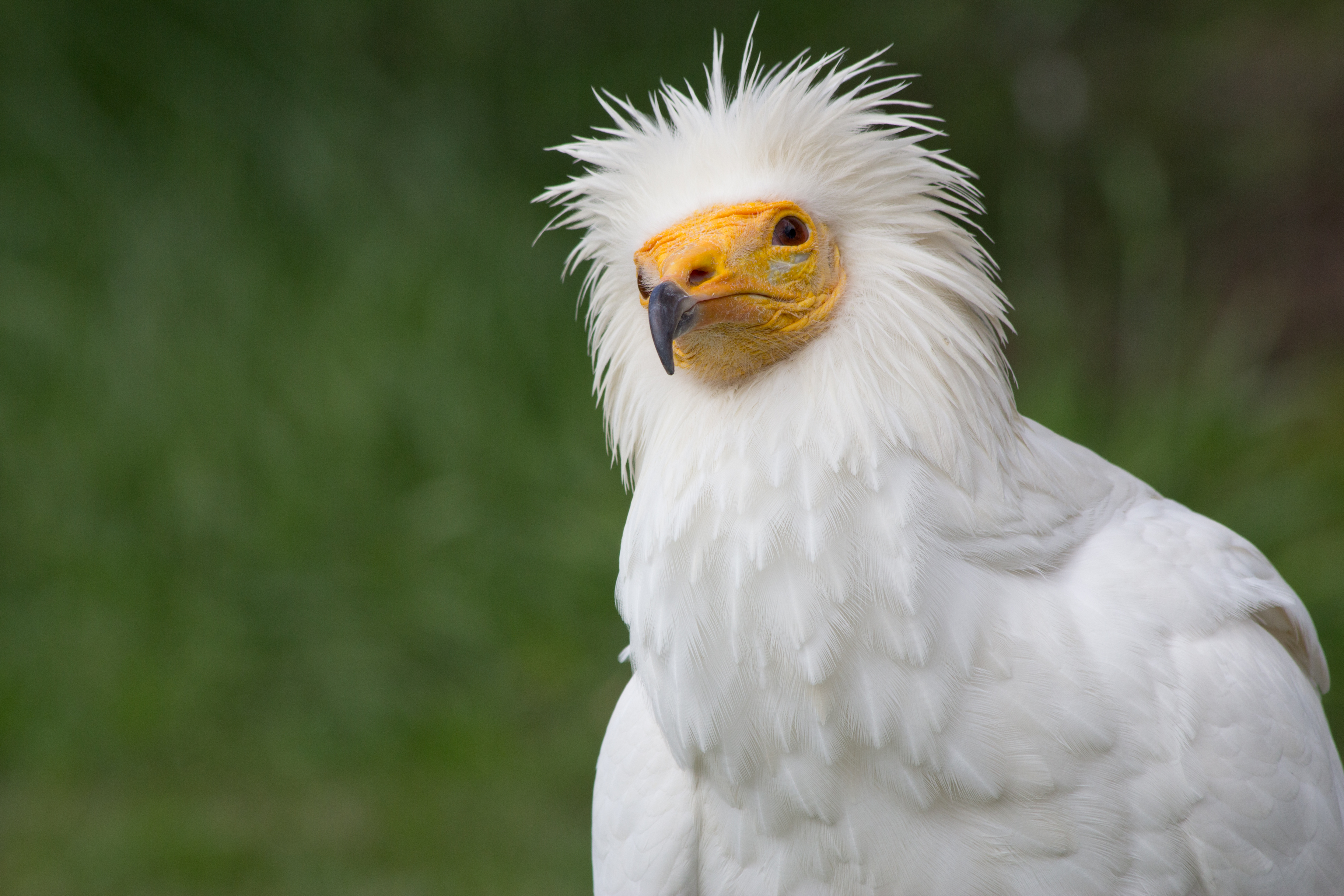
Вид спереди

Одна из наиболее интересных особенностей этой птицы — способ, который она практикует, добираясь до содержимого страусиного яйца. Чтобы разбить твёрдую скорлупу, стервятники используют камни массой вплоть до 500 г, за которыми нередко приходится летать довольно далеко от гнезда страуса. Вернувшись с камнем в клюве к месту будущей трапезы, стервятник раз за разом бросает его на яйцо, пока оно не разобьётся. Если несколько попыток не дают желаемого результата, поскольку камень недостаточно тяжёл, стервятник отправляется за новым, более увесистым, а по возвращении продолжает трудиться. Такое поведение представляет собой один из примеров использования инструментов у животных. Добившись успеха, стервятники тут же на месте поедают жидкое содержимое яйца или уже развитый зародыш.

## Распространение
Стервятники встречаются по всей Африке, а также в умеренных широтах Европы и Азии, прежде всего в средиземноморском регионе и в Индии. Существуют популяции на Канарских островах и островах Кабо-Верде. В России стервятник обитает главным образом на Кавказе, где сохранилось всего несколько десятков пар. Еще в начале 1980-х годов гнездился в Молдавии и Крымских горах (несколько пар), но в настоящее время лишь изредка залетает в эти регионы.  В целом этот вид довольно редок и считается находящимся под угрозой исчезновения, он занесён во многие региональные Красные книги. Основные причины исчезновения — сокращение численности диких копытных, повышение культуры пастбищного скотоводства (уменьшение числа павших животных), отравление ядохимикатами и преследование птиц человеком, в том числе беспокойство в гнездовой период.

## Название

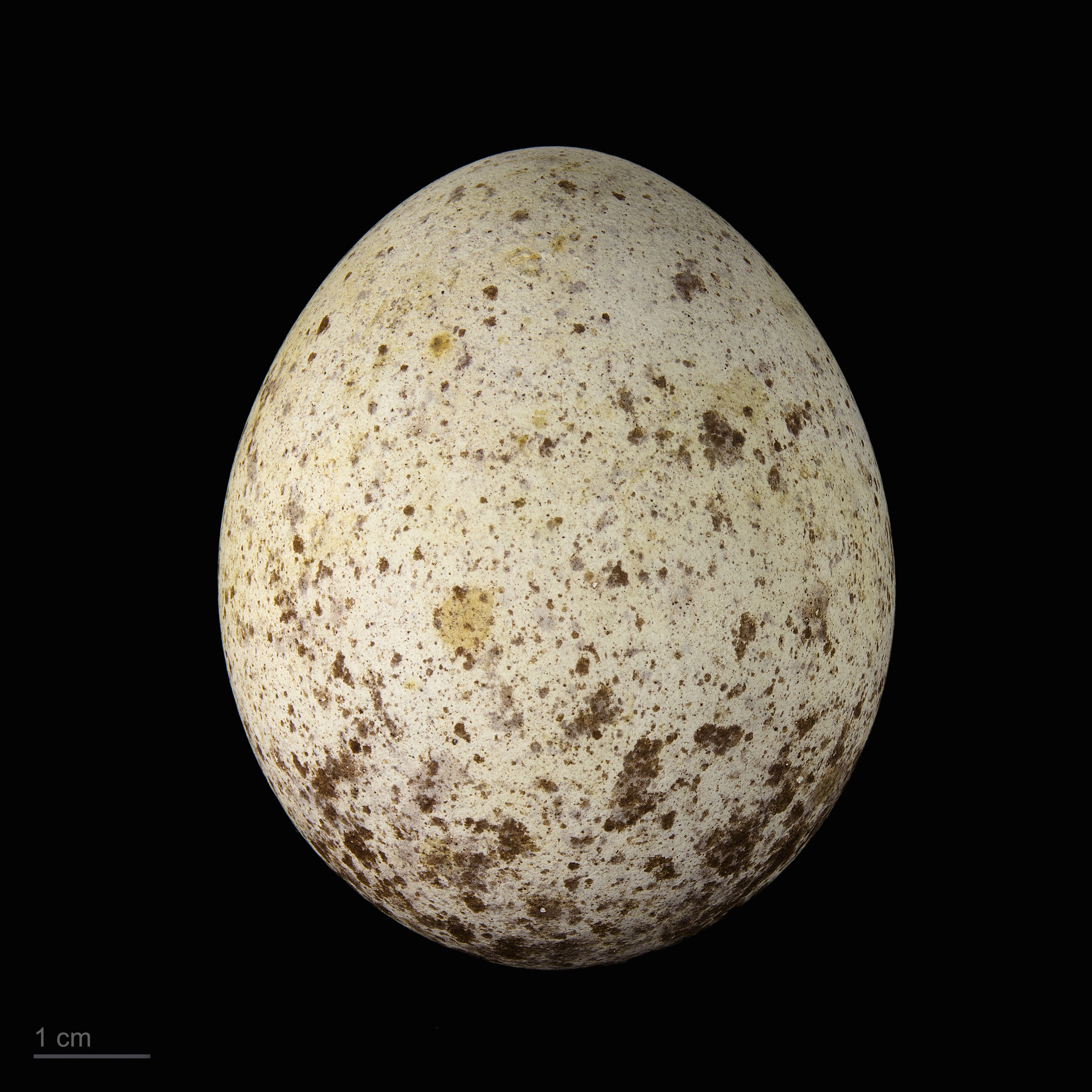
яйцо Neophron percnopterus - Тулузский музеум

«Стервятник» происходит от ст.‑слав. стьрва — «падаль». Родовое название Neophron — по имени Неофрона, персонажа «Метаморфоз» древнегреческого грамматика Антонина Либерала. Зевс превратил Неофрона и любовника его матери Эгипия в грифов, которых называют одинаково, но они различаются цветом и размером; Неофрон стал меньшим. Видовое название percnopterus — от др.-греч. περκνόπτερος — «темнокрылый».